# Spinachia
Spinachia – rodzaj morskich ryb z rodziny ciernikowatych (Gasterosteidae).

## Zasięg występowania
Wody słone i półsłone Bałtyku, Morza Północnego, wschodniego Atlantyku po Norwegię oraz północno-zachodni Pacyfik.

## Klasyfikacja
Gatunki zaliczane do tego rodzaju:
- Spinachia spinachia – pocierniec[3]